# Championnat de France de Formule 4 2016
Navigation
Édition précédente Édition suivante
La saison 2016 du championnat de France F4 se déroule du 2 avril au 29 octobre au sein du format GT Tour 2016 pour la majorité des épreuves. Elle est remportée par le Chinois Ye Yifei, vainqueur de quatorze des vingt-trois courses de la saison.

## Repères de débuts de saison
Tous les pilotes disposent d'un châssis Signatech équipé de pneus Michelin, et d'un moteur Renault K4MRS.

## Calendrier
| Manche | Manche | Date           | Événement               | Circuit                        | Lieu         | Pays    |
| ------ | ------ | -------------- | ----------------------- | ------------------------------ | ------------ | ------- |
| 1      | C1     | 2 avril        | FIA WTCC Race of France | Circuit Paul-Ricard            | Le Castellet | France  |
| 1      | C2     | 2 avril        | FIA WTCC Race of France | Circuit Paul-Ricard            | Le Castellet | France  |
| 1      | C3     | 3 avril        | FIA WTCC Race of France | Circuit Paul-Ricard            | Le Castellet | France  |
| 1      | C4     | 3 avril        | FIA WTCC Race of France | Circuit Paul-Ricard            | Le Castellet | France  |
| 2      | C1     | 14 mai         | F3 Grand Prix de Pau    | Circuit de Pau-Ville           | Pau          | France  |
| 2      | C2     | 14 mai         | F3 Grand Prix de Pau    | Circuit de Pau-Ville           | Pau          | France  |
| 2      | C3     | 15 mai         | F3 Grand Prix de Pau    | Circuit de Pau-Ville           | Pau          | France  |
| 2      | C4     | 15 mai         | F3 Grand Prix de Pau    | Circuit de Pau-Ville           | Pau          | France  |
| 3      | C1     | 3-5 juin       | GT Tour Lédenon         | Circuit de Lédenon             | Lédenon      | France  |
| 3      | C2     | 3-5 juin       | GT Tour Lédenon         | Circuit de Lédenon             | Lédenon      | France  |
| 3      | C3     | 3-5 juin       | GT Tour Lédenon         | Circuit de Lédenon             | Lédenon      | France  |
| 3      | C4     | 3-5 juin       | GT Tour Lédenon         | Circuit de Lédenon             | Lédenon      | France  |
| 4      | C1     | 8-10 juillet   | GT Tour Magny-Cours     | Circuit de Nevers Magny-Cours  | Magny-Cours  | France  |
| 4      | C2     | 8-10 juillet   | GT Tour Magny-Cours     | Circuit de Nevers Magny-Cours  | Magny-Cours  | France  |
| 4      | C3     | 8-10 juillet   | GT Tour Magny-Cours     | Circuit de Nevers Magny-Cours  | Magny-Cours  | France  |
| 4      | C4     | 8-10 juillet   | GT Tour Magny-Cours     | Circuit de Nevers Magny-Cours  | Magny-Cours  | France  |
| 5      | C1     | 9-11 septembre | GT Tour Le Mans         | Circuit Bugatti                | Le Mans      | France  |
| 5      | C2     | 9-11 septembre | GT Tour Le Mans         | Circuit Bugatti                | Le Mans      | France  |
| 5      | C3     | 9-11 septembre | GT Tour Le Mans         | Circuit Bugatti                | Le Mans      | France  |
| 5      | C4     | 9-11 septembre | GT Tour Le Mans         | Circuit Bugatti                | Le Mans      | France  |
| 6      | C1     | 4-6 novembre   | International GT Open   | Circuit de Barcelone-Catalogne | Montmeló     | Espagne |
| 6      | C2     | 4-6 novembre   | International GT Open   | Circuit de Barcelone-Catalogne | Montmeló     | Espagne |
| 6      | C3     | 4-6 novembre   | International GT Open   | Circuit de Barcelone-Catalogne | Montmeló     | Espagne |
| 6      | C4     | 4-6 novembre   | International GT Open   | Circuit de Barcelone-Catalogne | Montmeló     | Espagne |

## Engagés
| No. | Pilote                | Classe | Manche    |
| --- | --------------------- | ------ | --------- |
| 1   | Marvin Klein          | I      | Toutes    |
| 2   | Hugo Chevalier        | J      | Toutes    |
| 3   | Casper Røes Andersen  | J      | Toutes    |
| 4   | Javier Cobián         | I      | Toutes    |
| 5   | Pierre-Alexandre Jean | J      | Toutes    |
| 6   | Kami Laliberté        | G      | 2         |
| 6   | Victor Martins        | J G    | 5         |
| 6   | Adrien Renaudin       | I      | 6         |
| 7   | Aleks Karkosik        | J      | Toutes    |
| 8   | José Sierra           | I      | 2–6       |
| 11  | Tristan Charpentier   | J      | Toutes    |
| 12  | Enzo Samon            | J      | 1–4       |
| 13  | Aaron di Comberti     | J      | 1         |
| 16  | Gilles Magnus         | I      | Toutes    |
| 20  | Ye Yifei              | J      | Toutes    |
| 21  | Jean-Baptiste Mela    | I      | Toutes    |
| 24  | Pierre-Paul Baradat   | I      | 1, 3–4, 6 |
| 27  | Théo Coicaud          | I      | Toutes    |
| 51  | Michaël Benyahia      | J      | Toutes    |
| 87  | Arthur Rougier        | I      | Toutes    |

| Icône | Statut                                              |
| ----- | --------------------------------------------------- |
| I     | Pilotes engagés dans le championnat International   |
| J     | Pilotes engagés dans le championnat Junior          |
| G     | Pilotes invités inéligibles pour marquer des points |

## Résultats
| Manche | Manche | Circuit                                    | Date           | Pole Position | Record du tour       | Vainqueur             | Vainqueur Junior      | Vainqueur International |
| ------ | ------ | ------------------------------------------ | -------------- | ------------- | -------------------- | --------------------- | --------------------- | ----------------------- |
| 1      | C1     | Circuit Paul Ricard, Le Castellet          | 2 avril        | Ye Yifei      | Ye Yifei             | Ye Yifei              | Ye Yifei              | Javier Cobián           |
| 1      | C2     | Circuit Paul Ricard, Le Castellet          | 2 avril        |               | Ye Yifei             | Ye Yifei              | Ye Yifei              | Jean-Baptiste Mela      |
| 1      | C3     | Circuit Paul Ricard, Le Castellet          | 3 avril        | Ye Yifei      | Ye Yifei             | Ye Yifei              | Ye Yifei              | Théo Coicaud            |
| 1      | C4     | Circuit Paul Ricard, Le Castellet          | 3 avril        |               | Ye Yifei             | Ye Yifei              | Ye Yifei              | Javier Cobián           |
| 2      | C1     | Circuit de Pau-Ville, Pau                  | 14 mai         | Ye Yifei      | Javier Cobián        | Javier Cobián         | Michaël Benyahia      | Javier Cobián           |
| 2      | C2     | Circuit de Pau-Ville, Pau                  | 14 mai         |               | Hugo Chevalier       | Théo Coicaud          | Pierre-Alexandre Jean | Théo Coicaud            |
| 2      | C3     | Circuit de Pau-Ville, Pau                  | 15 mai         | Ye Yifei      | Ye Yifei             | Ye Yifei              | Ye Yifei              | Gilles Magnus           |
| 2      | C4     | Circuit de Pau-Ville, Pau                  | 15 mai         |               | Ye Yifei             | Ye Yifei              | Ye Yifei              | Gilles Magnus           |
| 3      | C1     | Circuit de Lédenon, Lédenon                | 4 juin         | Ye Yifei      | Ye Yifei             | Ye Yifei              | Ye Yifei              | Gilles Magnus           |
| 3      | C2     | Circuit de Lédenon, Lédenon                | 4 juin         |               | Ye Yifei             | Ye Yifei              | Ye Yifei              | Gilles Magnus           |
| 3      | C3     | Circuit de Lédenon, Lédenon                | 5 juin         | Ye Yifei      | Ye Yifei             | Ye Yifei              | Ye Yifei              | Jean-Baptiste Mela      |
| 3      | C4     | Circuit de Lédenon, Lédenon                | 5 juin         |               | Ye Yifei             | Ye Yifei              | Ye Yifei              | Gilles Magnus           |
| 4      | C1     | Circuit de Nevers Magny-Cours, Magny-Cours | 8–10 juillet   | Ye Yifei      | Ye Yifei             | Ye Yifei              | Ye Yifei              | Javier Cobián           |
| 4      | C2     | Circuit de Nevers Magny-Cours, Magny-Cours | 8–10 juillet   |               | Javier Cobián        | Pierre-Alexandre Jean | Pierre-Alexandre Jean | Gilles Magnus           |
| 4      | C3     | Circuit de Nevers Magny-Cours, Magny-Cours | 8–10 juillet   | Ye Yifei      | Ye Yifei             | Ye Yifei              | Ye Yifei              | Javier Cobián           |
| 4      | C4     | Circuit de Nevers Magny-Cours, Magny-Cours | 8–10 juillet   |               | Ye Yifei             | Ye Yifei              | Ye Yifei              | Gilles Magnus           |
| 5      | C1     | Circuit Bugatti, Le Mans                   | 9–11 septembre | Ye Yifei      | Ye Yifei             | Ye Yifei              | Ye Yifei              | Gilles Magnus           |
| 5      | C2     | Circuit Bugatti, Le Mans                   | 9–11 septembre |               | Tristan Charpentier  | Marvin Klein          | Casper Røes Andersen  | Marvin Klein            |
| 5      | C3     | Circuit Bugatti, Le Mans                   | 9–11 septembre | Ye Yifei      | Gilles Magnus        | Gilles Magnus         | Tristan Charpentier   | Gilles Magnus           |
| 5      | C4     | Circuit Bugatti, Le Mans                   | 9–11 septembre |               | Casper Røes Andersen | Tristan Charpentier   | Tristan Charpentier   | Gilles Magnus           |
| 6      | C1     | Circuit de Catalogne, Montmeló             | 5–6 novembre   | Javier Cobián | Arthur Rougier       | Javier Cobián         | Hugo Chevalier        | Javier Cobián           |
| 6      | C2     | Circuit de Catalogne, Montmeló             | 5–6 novembre   |               | Ye Yifei             | Michaël Benyahia      | Michaël Benyahia      | Jean-Baptiste Mela      |
| 6      | C3     | Circuit de Catalogne, Montmeló             | 5–6 novembre   | Javier Cobián | Arthur Rougier       | Arthur Rougier        | Tristan Charpentier   | Arthur Rougier          |

## Classement saison 2016

### Attribution des points
| Position | 1er | 2e | 3e | 4e | 5e | 6e | 7e | 8e | 9e | 10e | PP | MT |
| Points   | 25  | 18 | 15 | 12 | 10 | 8  | 6  | 4  | 2  | 1   | 1  | 1  |

### Classement pilotes

#### Championnat de France F4
| Pos.                                   | Pilote                | LEC | LEC  | LEC  | LEC | PAU  | PAU  | PAU  | PAU  | LÉD | LÉD  | LÉD  | LÉD  | MAG  | MAG | MAG | MAG | LMS | LMS | LMS  | LMS  | CAT | CAT | CAT | Points |
| -------------------------------------- | --------------------- | --- | ---- | ---- | --- | ---- | ---- | ---- | ---- | --- | ---- | ---- | ---- | ---- | --- | --- | --- | --- | --- | ---- | ---- | --- | --- | --- | ------ |
| 1                                      | Ye Yifei              | 1   | 1    | 1    | 1   | 3    | 4    | 1    | 1    | 1   | 1    | 1    | 1    | 1    | 7   | 1   | 1   | 1   | 15  | Ret  | 11   | 4   | 12  | 15  | 420    |
| 2                                      | Gilles Magnus         | 16  | 6    | 6    | 7   | 5    | 2    | 2    | 3    | 2   | 4    | 3    | 3    | 3    | 2   | 3   | 2   | 2   | 8   | 1    | 2    |     |     |     | 278    |
| 3                                      | Michaël Benyahia      | 3   | 3    | 11   | 15  | 2    | Abd. | Abd. | 12   | 5   | 2    | 5    | 4    | 4    | 11  | 4   | 4   | 7   | 3   | 6    | 5    | 8   | 1   | 5   | 218    |
| 4                                      | Javier Cobián         | 4   | 13   | Abd. | 4   | 1    | Abd. | Abd. | 9    | 6   | 9    | 7    | 15   | 2    | 3   | 2   | 3   | 10  | 7   | 7    | 8    | 1   | 6   | 2   | 211    |
| 5                                      | Tristan Charpentier   | 5   | 9    | 3    | 3   | 8    | Abd. | 5    | 7    | 9   | 3    | 14   | 7    | 13   | 9   | 7   | 7   | 3   | 4   | 2    | 1    | 5   | 5   | 4   | 204    |
| 6                                      | Hugo Chevalier        | 2   | 2    | 2    | 2   | 6    | 8    | 10   | Abd. |     | 6    | 9    | 5    | 8    | 5   | 5   | 5   | 15  | 11  | 8    | 6    | 2   | 4   | 14  | 188    |
| 7                                      | Théo Coicaud          | 7   | Abd. | 5    | 16  | Abd. | 1    | 7    | 4    | 14  | 7    | 6    | Abd. | 5    | 6   | 14  | 8   | 5   | 5   | 4    | 4    | 15  | 7   | 3   | 173    |
| 8                                      | Pierre-Alexandre Jean | 10  | 10   | 4    | 5   | 4    | 3    | 3    | 5    | 12  | Abd. | 4    | 2    | 7    | 1   | 15  | 15  | 14  | 14  | Abd. | 12   | 6   | 14  | 9   | 162    |
| 9                                      | Jean-Baptiste Mela    | 9   | 4    | 9    | 8   | 10   | Abd. | 9    | 10   | 3   | 8    | 2    | 8    | 6    | 4   | 6   | 9   | 11  | 12  | 10   | Ex.  | 7   | 3   | 7   | 129    |
| 10                                     | Arthur Rougier        | 11  | 7    | 8    | 6   | 7    | 6    | 4    | 6    | 8   | 10   | 13   | 11   | 11   | 8   | 13  | 12  | 8   | 6   | Abd. | Abd. | 3   | 15  | 1   | 119    |
| 11                                     | Casper Røes Andersen  | 6   | Abd. | 12   | 10  | 12   | 5    | 13   | 14   | 16  | 12   | 12   | 9    | 12   | 12  | 10  | 6   | 9   | 2   | 5    | 7    | 10  | 2   | 10  | 93     |
| 12                                     | Marvin Klein          | 12  | 8    | 10   | 14  | Abd. | Abd. | 12   | 8    | 15  | 11   | 10   | 13   | 9    | 14  | 9   | 10  | 6   | 1   | 11   | 13   | 13  | 9   | 11  | 55     |
| 13                                     | José Sierra           |     |      |      |     | 11   | Abd. | 14   | 11   | 11  | 5    | 8    | 6    | 15   | 15  | 12  | 13  | 12  | 9   | 9    | 10   | 12  | 8   | 8   | 40     |
| 14                                     | Enzo Samon            | 8   | 5    | 7    | 9   | Abd. | Abd. | 8    | Abd. | 7   | Abd. | Np.  | 10   | Abd. | Np. | Np. | Np. |     |     |      |      |     |     |     | 35     |
| 15                                     | Aleks Karkosik        | 13  | 14   | 13   | 11  | 13   | 7    | 11   | 13   | 10  | 14   | 11   | 12   | 10   | 10  | 8   | 11  | 13  | 13  | 12   | 9    | 9   | 13  | 6   | 29     |
| 16                                     | Pierre-Paul Baradat   | 14  | 11   | 14   | 12  |      |      |      |      | 13  | 13   | Abd. | 14   | 14   | 13  | 11  | 13  |     |     |      |      | 14  | 10  | 12  | 1      |
| 17                                     | Aaron di Comberti     | 15  | 12   | 15   | 13  |      |      |      |      |     |      |      |      |      |     |     |     |     |     |      |      |     |     |     | 0      |
| 18                                     | Adrien Renaudin       |     |      |      |     |      |      |      |      |     |      |      |      |      |     |     |     |     |     |      |      | 11  | 11  | 13  | 0      |
| Pilotes invités inéligibles aux points |                       |     |      |      |     |      |      |      |      |     |      |      |      |      |     |     |     |     |     |      |      |     |     |     |        |
|                                        | Kami Laliberté        |     |      |      |     | 9    | Abd. | 6    | 2    |     |      |      |      |      |     |     |     |     |     |      |      |     |     |     | 0      |
|                                        | Victor Martins        |     |      |      |     |      |      |      |      |     |      |      |      |      |     |     |     | 4   | 10  | 3    | 3    |     |     |     | 0      |
| Pos.                                   | Pilote                | LEC | LEC  | LEC  | LEC | PAU  | PAU  | PAU  | PAU  | LÉD | LÉD  | LÉD  | LÉD  | MAG  | MAG | MAG | MAG | LMS | LMS | LMS  | LMS  | CAT | CAT | CAT | Points |